# Mannschaftskader der Primera División (Schach) 1975
Die Liste der Mannschaftskader der Primera División (Schach) 1975 enthält alle Spieler, die in der spanischen Primera División im Schach 1975 mindestens eine Partie spielten mit ihren Einzelergebnissen.
Während CA Schweppes Madrid, CA Peña Rey Ardid Bilbao und RCD La Coruña mit je fünf Spielern auskamen, spielten bei Asociación Barcinona acht Spieler mindestens eine Partie. Insgesamt kamen 63 Spieler zum Einsatz, von denen 12 an allen Wettkämpfen teilnahmen.
Punktbester Spieler war Juan Manuel Bellón López (CA Schweppes Madrid) mit 8,5 Punkten aus 9 Partien. Antonio Medina García (CE Espanyol Barcelona) erreichte 6,5 Punkte aus 9 Partien, Ricardo Calvo Mínguez (CA Schweppes Madrid) 6 Punkte aus 8 Partien. Ángel Fernández Fernández (Caja Insular de Ahorros) erreichte als einziger Spieler 100 %, dieser spielte vier Partien.

## Legende
Die nachstehenden Tabellen enthalten folgende Informationen:
- Nr.: Ranglistennummer
- Titel: FIDE-Titel; GM = Großmeister, IM = Internationaler Meister
- Land: Verbandszugehörigkeit gemäß Elo-Liste von Januar 1975; ARG = Argentinien, DEN = Dänemark, ESP = Spanien
- Elo: Elo-Zahl in der Elo-Liste von Januar 1975
- G: Anzahl Gewinnpartien
- R: Anzahl Remispartien
- V: Anzahl Verlustpartien
- Pkt.: Anzahl der erreichten Punkte
- Partien: Anzahl der gespielten Partien

## CA Schweppes Madrid
| Nr. | Titel | Name                      | Land | Elo  | G | R | V | Pkt. | Partien |
| --- | ----- | ------------------------- | ---- | ---- | - | - | - | ---- | ------- |
| 1   | GM    | Jesús Díez del Corral     | ESP  | 2515 | 3 | 5 | 0 | 5,5  | 8       |
| 2   | IM    | Román Torán Albero        | ESP  | 2440 | 3 | 5 | 0 | 5,5  | 8       |
| 3   | IM    | Ricardo Calvo Mínguez     | ESP  | 2435 | 5 | 2 | 1 | 6    | 8       |
| 4   | IM    | Juan Manuel Bellón López  | ESP  | 2415 | 8 | 1 | 0 | 8,5  | 9       |
| 5   |       | Carlos Hernando Pertierra | ESP  |      | 0 | 2 | 1 | 1    | 3       |

## CE Espanyol Barcelona
| Nr. | Titel | Name                              | Land | Elo  | G | R | V | Pkt. | Partien |
| --- | ----- | --------------------------------- | ---- | ---- | - | - | - | ---- | ------- |
| 1   | IM    | Antonio Medina García             | ESP  | 2345 | 4 | 5 | 0 | 6,5  | 9       |
| 2   |       | Francisco García Orús             | ESP  |      | 0 | 2 | 0 | 1    | 2       |
| 3   |       | Máximo Borrell Vidal              | ESP  |      | 4 | 3 | 2 | 5,5  | 9       |
| 4   |       | Eduardo Pérez Gonsalves           | ESP  |      | 1 | 1 | 0 | 1,5  | 2       |
| 5   |       | Manuel Pujol Sans                 | ESP  | 2215 | 1 | 2 | 2 | 2    | 5       |
| 6   |       | Manuel Nieto Míguez               | ESP  |      | 2 | 2 | 1 | 3    | 5       |
| 7   |       | Francisco Javier Prada Bengoechea | ESP  |      | 2 | 2 | 0 | 3    | 4       |

## CE Terrassa
| Nr. | Titel | Name                    | Land | Elo | G | R | V | Pkt. | Partien |
| --- | ----- | ----------------------- | ---- | --- | - | - | - | ---- | ------- |
| 1   | IM    | Miquel Farré i Mallofré | ESP  |     | 0 | 1 | 1 | 0,5  | 2       |
| 2   |       | Emili Simón Padrós      | ESP  |     | 1 | 2 | 1 | 2    | 4       |
| 3   |       | Joan Mora Amella        | ESP  |     | 2 | 5 | 1 | 4,5  | 8       |
| 4   |       | Alejandro Pablo Marín   | ESP  |     | 3 | 4 | 2 | 5    | 9       |
| 5   |       | Juan Pomés Marcet       | ESP  |     | 3 | 5 | 0 | 5,5  | 8       |
| 6   |       | Francisco Puig Nadal    | ESP  |     | 2 | 0 | 1 | 2    | 3       |
| 7   |       | Jordi Antigua Padrós    | ESP  |     | 1 | 1 | 0 | 1,5  | 2       |

## CA Caja Insular de Ahorros
| Nr. | Titel | Name                          | Land | Elo  | G | R | V | Pkt. | Partien |
| --- | ----- | ----------------------------- | ---- | ---- | - | - | - | ---- | ------- |
| 1   | GM    | Bent Larsen                   | DEN  | 2625 | 3 | 4 | 2 | 5    | 9       |
| 2   |       | Augusto Menvielle Lacourrelle | ESP  | 2360 | 1 | 1 | 4 | 1,5  | 6       |
| 3   |       | José Miguel Fraguela Gil      | ESP  | 2390 | 4 | 3 | 1 | 5,5  | 8       |
| 4   |       | Fernando Visier Segovia       | ESP  | 2375 | 2 | 3 | 1 | 3,5  | 6       |
| 5   |       | Juan Betancort Curbelo        | ESP  | 2360 | 1 | 0 | 2 | 1    | 3       |
| 6   |       | Ángel Fernández Fernández     | ESP  |      | 4 | 0 | 0 | 4    | 4       |

## Asociación Barcinona
| Nr. | Titel | Name                   | Land | Elo | G | R | V | Pkt. | Partien |
| --- | ----- | ---------------------- | ---- | --- | - | - | - | ---- | ------- |
| 1   |       | Josep Parés Vives      | ESP  |     | 3 | 4 | 2 | 5    | 9       |
| 2   |       | Gregorio García Conesa | ESP  |     | 1 | 6 | 2 | 4    | 9       |
| 3   |       | Luís González Mestres  | ESP  |     | 2 | 3 | 2 | 3,5  | 7       |
| 4   |       | Josep Batalla Batalla  | ESP  |     | 0 | 1 | 1 | 0,5  | 2       |
| 5   |       | Josep Garriga Nualart  | ESP  |     | 1 | 2 | 0 | 2    | 3       |
| 6   |       | Hernández              | ESP  |     | 1 | 1 | 1 | 1,5  | 3       |
| 7   |       | Lluís Coll Enriquez    | ESP  |     | 1 | 0 | 1 | 1    | 2       |
| 8   |       | Morrell                | ESP  |     | 0 | 0 | 1 | 0    | 1       |

## CA Peña Rey Ardid Bilbao
| Nr. | Titel | Name                               | Land | Elo | G | R | V | Pkt. | Partien |
| --- | ----- | ---------------------------------- | ---- | --- | - | - | - | ---- | ------- |
| 1   |       | Francisco Javier Ochoa de Echagüen | ESP  |     | 1 | 6 | 2 | 4    | 9       |
| 2   |       | Pedro María Zabala Bilbao          | ESP  |     | 2 | 4 | 3 | 4    | 9       |
| 3   |       | José María Saénz Rebull            | ESP  |     | 1 | 2 | 2 | 2    | 5       |
| 4   |       | Juan Carlos Fernández              | ESP  |     | 2 | 2 | 4 | 3    | 8       |
| 5   |       | Ignacio Guadalajara Urroz          | ESP  |     | 4 | 0 | 1 | 4    | 5       |

## UGA Barcelona
| Nr. | Titel | Name                   | Land | Elo  | G | R | V | Pkt. | Partien |
| --- | ----- | ---------------------- | ---- | ---- | - | - | - | ---- | ------- |
| 1   | GM    | Arturo Pomar Salamanca | ESP  | 2450 | 0 | 8 | 1 | 4    | 9       |
| 2   |       | Joaquín Serra Margalef | ESP  |      | 3 | 1 | 2 | 3,5  | 6       |
| 3   |       | Guillermo Buxadé Roca  | ESP  |      | 1 | 5 | 2 | 3,5  | 8       |
| 4   |       | Josep Canals Bacardit  | ESP  |      | 0 | 0 | 1 | 0    | 1       |
| 5   |       | Diego Velasco Castán   | ESP  |      | 1 | 0 | 1 | 1    | 2       |
| 6   |       | Jordi To-Figueras      | ESP  |      | 1 | 4 | 1 | 3    | 6       |
| 7   |       | Joaquim Salvany Rius   | ESP  |      | 0 | 1 | 3 | 0,5  | 4       |

## RCD La Coruña
| Nr. | Titel | Name                  | Land | Elo  | G | R | V | Pkt. | Partien |
| --- | ----- | --------------------- | ---- | ---- | - | - | - | ---- | ------- |
| 1   |       | Domingo Merino Mejuto | ESP  | 2255 | 2 | 4 | 3 | 4    | 9       |
| 2   |       | Fernando Prada Rubín  | ESP  |      | 2 | 3 | 3 | 3,5  | 8       |
| 3   |       | Venancio Carro        | ESP  |      | 1 | 4 | 1 | 3    | 6       |
| 4   |       | Emiliano Prada Rubín  | ESP  |      | 2 | 1 | 4 | 2,5  | 7       |
| 5   |       | Polo                  | ESP  |      | 2 | 0 | 4 | 2    | 6       |

## CA Maspalomas
| Nr. | Titel | Name                      | Land | Elo  | G | R | V | Pkt. | Partien |
| --- | ----- | ------------------------- | ---- | ---- | - | - | - | ---- | ------- |
| 1   |       | Roberto Debarnot          | ARG  |      | 0 | 6 | 2 | 3    | 8       |
| 2   |       | Jaime Anguera Maestro     | ESP  |      | 1 | 5 | 3 | 3,5  | 9       |
| 3   |       | Juan Pedro Domínguez Sanz | ESP  | 2265 | 2 | 3 | 3 | 3,5  | 8       |
| 4   |       | Llorente                  | ESP  |      | 2 | 3 | 3 | 3,5  | 8       |
| 5   |       | Ortega                    | ESP  |      | 0 | 0 | 2 | 0    | 2       |
| 6   |       | Nicolás Fernández         | ESP  |      | 0 | 0 | 1 | 0    | 1       |

## GE Aviaco Madrid
| Nr. | Titel | Name                         | Land | Elo | G | R | V | Pkt. | Partien |
| --- | ----- | ---------------------------- | ---- | --- | - | - | - | ---- | ------- |
| 1   |       | Javier Echevarría            | ESP  |     | 0 | 5 | 3 | 2,5  | 8       |
| 2   |       | Rafael Palomeque             | ESP  |     | 1 | 2 | 4 | 2    | 7       |
| 3   |       | José Suárez Marcos           | ESP  |     | 1 | 2 | 2 | 2    | 5       |
| 4   |       | Francisco Lorite Cruz        | ESP  |     | 0 | 0 | 5 | 0    | 5       |
| 5   |       | José Luis Fernández          | ESP  |     | 2 | 0 | 4 | 2    | 6       |
| 6   |       | David Partearroyo Dguez-Luna | ESP  |     | 1 | 1 | 1 | 1,5  | 3       |
| 7   |       | Javier Carpintero Lozano     | ESP  |     | 0 | 1 | 1 | 0,5  | 2       |